# Д’Армайе, Мари-Селестин-Амели
Мари-Селестин-Амели де Сегюр (фр. Marie-Célestine-Amélie de Ségur, по мужу графиня д’Армайе (comtesse d’Armaillé); 8 января 1830, Париж — 7 декабря 1918, Париж) — французская писательница-биограф и мемуаристка.

## Биография
Дочь генерала и историка, пэра Франции графа Филиппа-Поля де Сегюра и Мари-Франсуазы-Селестины-Габриели де Вентимиль. Бабка физиков Мориса де Брольи, Луи де Брольи и писательницы Полин де Панж.
По сведениям её внучки, графини де Панж, дебютировала книгой о Байроне, изданной анонимно, что было обычной практикой для великосветских дам, пробовавших свои силы в литературе. Затем выпустила несколько исторических биографий известных дам XVI—XIX веков. Первым в 1864 году было издано жизнеописание Марии Лещинской, в котором, по отзыву Сент-Бёва, образ королевы был передан в целом верно, хотя графиня немного польстила своему персонажу и слегка приукрасила его.
В 1860-х — 1890-х годах были изданы биография Екатерины де Бурбон, книга о Марии Терезии и Марии-Антуанетте, биографии принцессы Элизабет Французской, графини Септимании д’Эгмонт и королевы Дезире Клари.
В жанре мемуаристики графиня д’Армайе записала воспоминания своей матери. Часть, посвященная событиям 1787—1801 годов, была напечатана в мартовском и июльском номерах Revue des questions historiques в 1934 году. В том же году были изданы мемуары самой графини д’Армайе (переизданные в 2012-м), под названием «Когда умели жить счастливо». Эта книга, в значительной степени посвященная описанию особого аристократического «умения жить» (savoir-vivre), используется исследователями при описании быта и нравов высшего французского общества XIX века, и её ставят в один ряд с аналогичными произведениями знаменитого денди Бони де Кастелана.

## Семья
Муж (17.03.1851): Луи-Альбер-Мари де Ла Форе, граф д’Армайе (1822—1882)
Дочь:
- Полин-Мари-Селестин-Луиза де Ла Форе д’Армайе (22.12.1851—26.06.1928). Муж (26.09.1871): герцог Луи-Альфонс-Виктор де Брольи[фр.] (1846—1906). Один из ее сыновей - нобелевский лауреат по физики Луи де Бройль (1892-1987).

## Произведения
- La Reine Marie Leczinska, étude historique. — P.: Didier, 1864 (2e éd. 1872)
- Catherine de Bourbon, soeur de Henri IV, 1559—1604 : étude historique. — P.: Didier, 1865
- Marie-Thérèse et Marie-Antoinette. — P.: Didier, 1870 (3e éd. — P.: Perrin et Cie, 1893)
- Madame Élisabeth, soeur de Louis XVI. 2e éd. — P.: Perrin, 1886
- La comtesse d’Egmont, fille du maréchal de Richelieu, 1740—1773, d’après ses lettres inédites à Gustave III. — P.: Perrin, 1890
- Grefvinnan Egmont, dotter af marskalk Richelieu efter hennes korrespondens med Gustaf III : Öfversättning. — Stockholm: P. A. Norstedt, 1893
- Une Fiancée de Napoléon. Désirée Clary, reine de Suède 1777—1860. — P.: Perrin, 1897
- Quand on savait vivre heureux : 1830—1860 : souvenirs de jeunesse / publiés par la comtesse Jean de Pange. — P.: Plon, 1934 (2e éd. — P.: Lacurne, 2012. — ISBN 978-2356030023)